# 福西尼
福西尼（法語：Faucigny，法語發音：[fosiɲi]）是法国东南部奥弗涅-罗讷-阿尔卑斯大区上萨瓦省的一个市镇，属于博讷维尔区。

## 地理
福西尼（46°7'7"N, 6°21'28"E）面积4.91 平方千米，位于法国奥弗涅-罗讷-阿尔卑斯大区上萨瓦省，该省份为法国东部省份，历史上为薩伏依的一部分，北与瑞士接壤，西接安省，南至萨瓦省，东与瑞士和意大利接壤。
与福西尼接壤的市镇（或旧市镇、城区）包括：博訥維爾、阿尔沃河畔孔塔米讷、佩约内、圣让德托洛姆。
福西尼的时区为UTC+01:00、UTC+02:00（夏令时）。

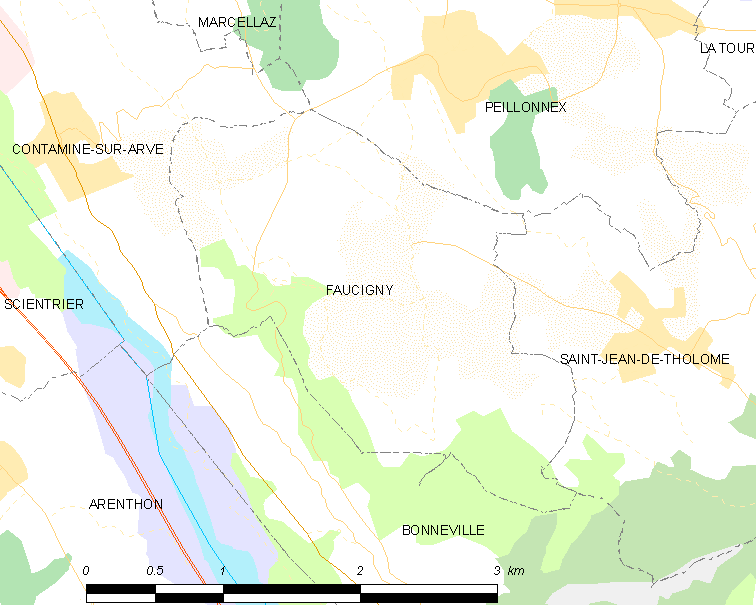
福西尼的OSM定位图

## 行政
福西尼的邮政编码为74130，INSEE市镇编码为74122。

## 政治
福西尼所属的省级选区为博讷维尔县。

## 人口

1962-2008年间福西尼人口变化图示

福西尼于2022年1月1日时的人口数量为655人。

## 友好城市
- 卡曼多纳